# Jammie Dodgers

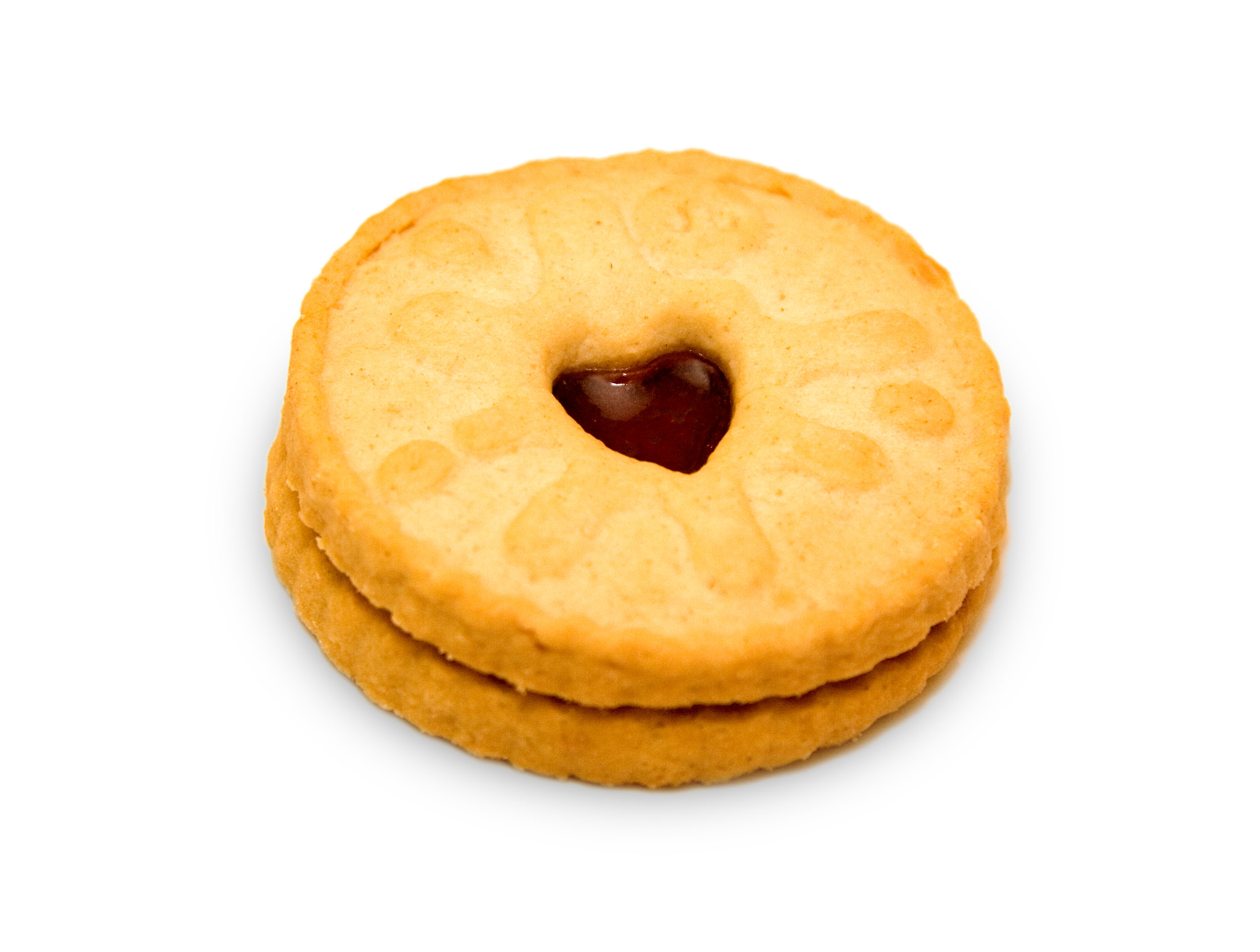
Una Jammie Dodger.

Las Jammie Dodgers son unas populares galletas británicas hechas de shortbread y mermelada de frambuesa. Son producidas por Burton's Foods en su fábrica de Cwmbran.

## Variedades
Según el sitio web de Burton's Foods, las Jammie Dodgers se hacen en las siguientes variedades:
- Jammie Dodgers Original
- Jammie Dodgers Berrilicious
- Jammie Dodgers Jam 'n Custard
- Jammie Dodgers Outrageous Orange
- Jammie Dodgers Minis Lunchpack Berrilicious
- Jammie Dodgers Minis Lunchpack Original
- Jammie Dodgers Minis Share Bag Original
- Jammie Dodgers Snack Bar[1]

Ocasionalmente Burton's ha producido otras Jammie Dodgers en edición limitada con sabores como Vanilla Thriller o Vimto, y más recientemente Lemon.